# Sitaris tenuicornis
Sitaris tenuicornis là một loài bọ cánh cứng trong họ Meloidae. Loài này được Schaufuss miêu tả khoa học năm 1870.